# Le Cancelle
Le Cancelle è il nome con cui è conosciuto un complesso di case-botteghe d'origine medievale, situato all'Aquila.

## Storia
L'edificio viene fatto risalire all'inizio del XV secolo ed era originariamente collocato all'angolo occidentale della piazza del Mercato, di fronte l'attuale Arcivescovado. Il nome «Cancelle», con cui è tuttora conosciuto il complesso, derivava dalle cancellate che erano posizionate davanti alle botteghe per separare i mercanti dai semplici avventori.
Le Cancelle, storicamente di proprietà della Congregazione dei celestini, erano adibite alla vendita del pesce, in larga parte proveniente dal lago Fucino; furono considerate un luogo malfamato fino almeno al XVII secolo, anche perché nei vicoli retrostanti trovavano spazio osterie e postriboli e la zona era nota come la Malacucina. In seguito al terremoto dell'Aquila del 1703, che comportò l'edificazione della nuova chiesa delle Anime Sante, l'area venne radicalmente bonificata ma le botteghe continuarono la loro attività e rimasero luogo di resse e schiamazzi.
Tra il XIX e il XX secolo, il complesso cambiò più volte proprietario, passando dal barone Alferi Ossorio alla famiglia Dragonetti de Torres per poi tornare nelle mani del monastero celestiniano, ormai inglobato nel Real Liceo dei Tre Abruzzi; si discusse a lungo della possibilità di demolire le botteghe per collocarvi un mercato coperto, finché, nel 1917, con il piano Tian, fu approvato lo spostamento del mercato del pesce in via Santa Giusta e la realizzazione, nella piazza, del nuovo Palazzo delle Poste.
Nel 1928 le Cancelle furono quindi smontate e ricostruite sulla facciata di un palazzetto retrostante, in via Simeonibus. Danneggiate dal sisma del 2009 sono state nuovamente restaurate negli anni Duemiladieci.

## Descrizione
Il complesso è situato su via Simeonibus, traversa di via dell'Arcivescovado, in prossimità della piazza del Duomo. È costituito da quattro case-bottega, disposte a schiera, ciascuna con doppio ingresso ad arco: uno grande, con bancone, per la bottega del piano terra ed uno più piccolo, rialzato, per l'abitazione posta al primo piano, storicamente suddivisa in due ambienti.
Delle Cancelle originarie, tuttavia, rimane oggi la sola facciata in pietra, ricostruzione fedele dell'edificio che campeggiava nella piazza e che fu traslato nel 1928 nella posizione attuale; l'interno dell'edificio non corrisponde alla composizione architettonica medievale.